# 映画 キラキラ☆プリキュアアラモード パリッと!想い出のミルフィーユ!
『映画 キラキラ☆プリキュアアラモード パリッと!想い出のミルフィーユ!』（えいが キラキラプリキュアアラモード パリッと!おもいでのミルフィーユ!）は、2017年10月28日に公開されたアニメ映画。タイトルが長いため『映画プリキュアアラモード』などと略称される場合がある。
キャッチコピーは「街（パリ）がスイーツになっちゃった!?重なり合うみんなの想いが、奇跡を起こす!｣「天才パティシエ誕生のヒ・ミ・ツを大公開!」。

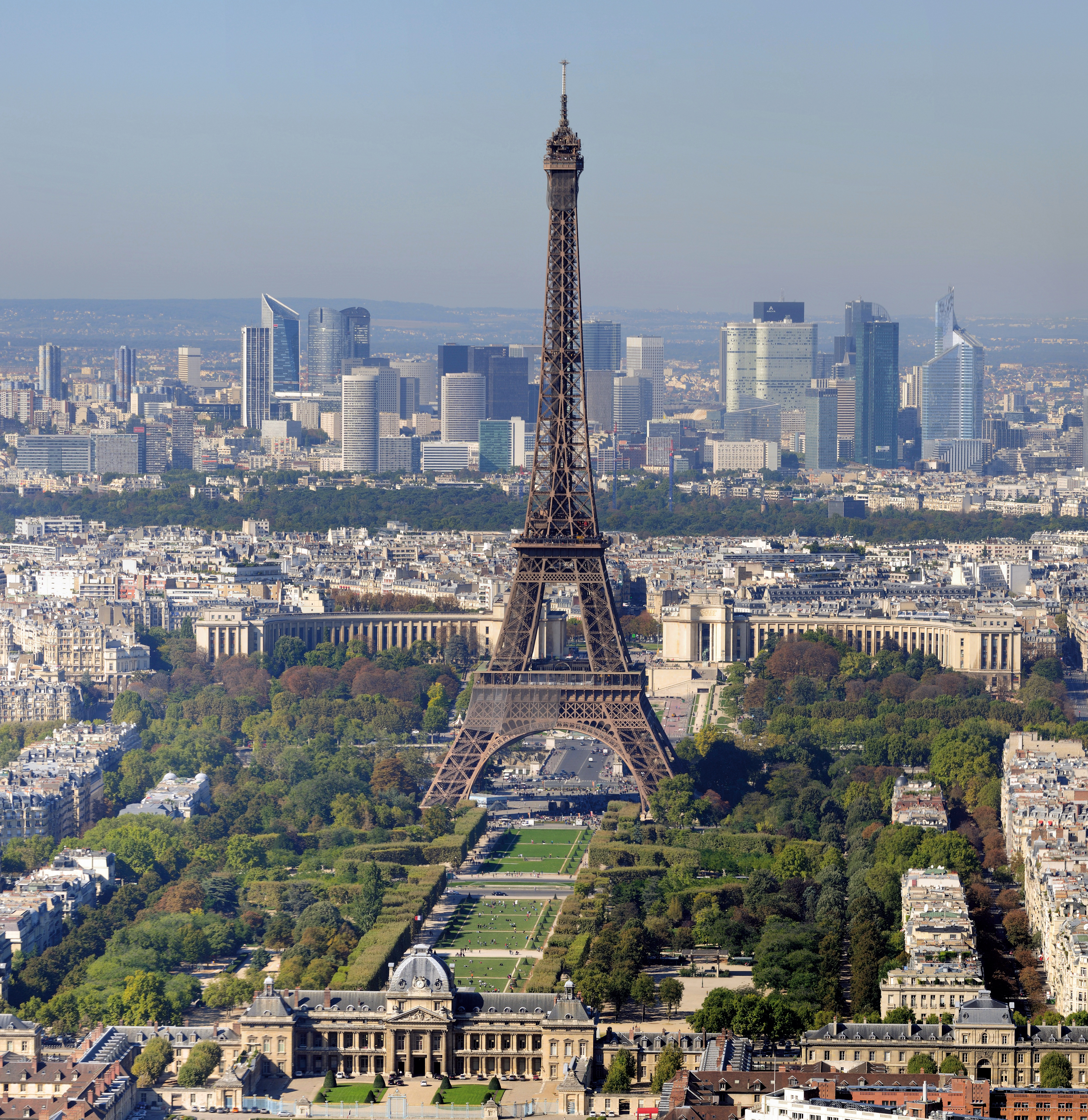
本作の舞台となったパリ

## 概要
「プリキュアシリーズ」映画作品の第23弾であり、『キラキラ☆プリキュアアラモード』のレギュラー単独映画作品。2010年公開の『映画 ハートキャッチプリキュア! 花の都でファッションショー…ですか!?』以来となるフランス・パリが物語の舞台となる。
本作品で初めて映画作品に登場するキラ星シエル（キラリン / キュアパルフェ）を、彼女のパリでの修業時代を含めるかたちで物語の中心に据え、師匠であるジャン=ピエール・ジルベルスタインとの物語を繰り広げる。本作品でシエルを物語の中心に据えたことについて、プロデューサーの内藤圭祐は、前年の『映画 魔法つかいプリキュア! 奇跡の変身!キュアモフルン!』がパートナー妖精であるモフルンをフィーチャーしたことによって、その盛り上がりが内藤が手がけた『魔法つかいプリキュア!』テレビシリーズにも跳ね返ってきたという感触を感じ、そういったことを踏まえて本作品はテレビシリーズのキャラクターでドラマを作りたいという企画となり、その中で追加プリキュアであるシエルのキャラクターを掘り下げる意味でも、彼女のパリでの修業時代を取り上げれば面白いのでは、と考えたという。
前年に引き続きコンテスト企画を実施、本作品では2017年3月公開の『映画 プリキュアドリームスターズ!』本編上映終了後の特報において、作中で登場するアニマルスイーツのデザインコンテストの募集を告知し、グランプリ作品として「くじゃくロールケーキ」が劇中で使われる。また、本作品のゲスト声優として、ジャン=ピエール役に歌舞伎俳優の2代目尾上松也が起用されている。尾上は起用に驚くとともに、大のスイーツ好きであるため「スイーツがつくられる過程などが映画の中で垣間見えるのも、とても興味深かった」、ジャン=ピエールについては「スイーツと真正面から向き合っていて、スイーツを極めることに人生をかけている非常に熱い男。男として好きなことにひたむきに情熱を傾けるところに共感した」と語っている。一方、敵役のパティシエのおばけ・クック役にはシリーズ初出演となる声優の悠木碧が担当、キュアショコラに一目惚れして作品のファンとなった悠木は「テレビの前では童心に返って応援していましたが、マイクの前では大人の気持ちで向き合わねば、と身が引き締まりました」、クックについては「甘くてキュートだけど、ボンボン菓子のようにひと味では終わらないキャラクター」と語っている。悠木はのちに『ヒーリングっど♥プリキュア』で、主人公の花寺のどか（キュアグレース）役を担当することになる。この他、前作『魔法つかいプリキュア!』の3人のプリキュアとモフルンがカメオ出演という形で登場、キュアホイップ達と共闘する展開が盛り込まれる。秋のシリーズ映画で過去作のプリキュア達が登場するのは初のことになる。
前年までに引き続きCG短編作品として、『Petit☆ドリームスターズ!レッツ・ラ・クッキン?ショータイム!』が同時上映される。
映画では恒例となっているミラクルライトによる鑑賞者参加型システムは継続され、本作品では「ミラクル☆キラキラルライト」が中学生以下の子供に配布される。これも恒例となったミラクルライト使用の注意はゆかりとあきらがそれぞれペコリンと長老のパペットを使って注意を促す（この際他の4人も×マークを出すのに登場）かたちになっている。あわせてシールをはがすと別の絵が登場する「ペリッと!トレビアン☆シール絵はがき」も全国30万枚配布される。また、前売券では限定グッズとして映画に登場する「メモワールミルフィーユ」と短編映画に登場する「キラリンクッキー」いずれかのアニマルスイーツ2種のうちいずれか一つを各8万個特典としてプレゼントしている。
上映終了後には、春の新作として『映画 プリキュアスーパースターズ!』が2018年3月17日に公開されることが特報で発表された。

### 興行成績
2017年10月28・29日の初日2日間に全国217スクリーンで公開、17万659人を動員し、興収1億9310万1900円を記録、映画観客動員ランキング（興行通信社調べ）で初登場第1位に入った。プリキュア映画シリーズとしては2012年公開の『映画 スマイルプリキュア! 絵本の中はみんなチグハグ!』以来5年ぶり2度目の首位獲得で、前年の『映画 魔法つかいプリキュア!』と比較しても動員比122.3%、興収比119.4%となる。ぴあによる初日満足度ランキングでも満足度92.2を記録し第2位に入っている。累計興行成績は2週目時点で動員40万2038人、興収4億5136万4800円、3週目時点で前作比120%以上となる動員50万4219人、興収5億6673万6600円を記録、好調を維持し続け、最終興収も8億円を記録している。

## ストーリー
フランスで開催される世界パティシエコンテストに出場するためパリにやってきた、いちか達キラキラパティスリーの面々。しかし、突然シエルの調子が悪くなり、スイーツ作りも失敗ばかり、プリキュアへの変身もキラリンの姿でキュアパルフェになってしまい戦闘もできないなど、支障を来す状態となっていた。
そんな時、コンテスト前夜祭のパーティー会場でシエルのパリ時代の師匠だったジャン=ピエール・ジルベルスタインと、彼に付いている妖精に似た女の子クックに出会う。シエルとジャン=ピエールは久しぶりに再会するが、「頼れるのは自分の力のみ」という信念を持つジャン=ピエールは、キラパティの仲間たちと仲良くスイーツ作りをするシエルの姿に落胆する。かつての師匠からそのように言われたことでシエルは落ち込むが、いちかはシエルを元気づけるため、昔シエルがジャン=ピエールに作ってもらったことがあるという、ミルフィーユをコンテストで作れば、と提案する。
一方、パーティー会場にはスイーツを頬張るみらいたち『魔法つかいプリキュア!』の3人とモフルンの姿もあった。彼女たちは魔法の水晶（キャシー）のお告げにあった「降りかかる災い」から街を守るため、パリにやってきたのだという。
いちかやシエル達がミルフィーユをいざ作ろうとしようとした最中、コンテスト会場では次々とパティシエが襲われ、パリの街中では謎の巨大スイーツが出現、さらにパリの街並みも本物のスイーツに変えられてしまう事態が発生する。混乱する街を救うため、魔法つかいプリキュアの協力を得ながらキラキラ☆プリキュアアラモードの6人は敵と戦う事になる。

## 登場人物

### テレビシリーズからの登場人物
宇佐美 いちか（うさみ いちか） / キュアホイップ
声 - 美山加恋
クックの力によって突如不調に陥ったシエルを気遣い、ジャン=ピエールとの想い出を知ったことでミルフィーユを作ることを提案する。
中盤ではクックによって普段のウサギからカメに変えられてしまい、仰向けでは自力で起き上がれなくなったり、俊敏に動けなくなってしまう。ひっくり返った時のみ「起こしてくれ〜」となぜか男言葉になる。
終盤では巨大化したミルフィーユのデコレーションをお菓子に変えられた街中から素材を得て行おうとする閃きを見せ、ホイップクリーム作りではクリームエネルギーのボウルを下から支えるなどパルフェをサポートした。
有栖川 ひまり（ありすがわ ひまり） / キュアカスタード
声 - 福原遥
スイーツ作りにおいては知識面でサポートを行う。
中盤では普段のリスからペンギンに変えられてしまい、素早く動けず木にも登れなくなるが、水中では速くなることを活かし川を泳いで敵の前に立ち攻撃するという頭脳プレイも見せている。
立神 あおい（たてがみ あおい） / キュアジェラート
声 - 村中知
中盤では普段のライオンからナマケモノに変えられてしまい、橋にぶら下がって積極的に動こうとしなくなるが、タルトちゃんの上に落ちてそれに乗りながらキャンディロッドを使ってクリームエネルギーを放つ攻撃も行っている。
琴爪 ゆかり（ことづめ ゆかり） / キュアマカロン
声 - 藤田咲
クックの言動から彼女がシエルやパティシエに呪いをかけたこと、またクックの一連の行動が彼女の恨みによると推察するなど、変わらない勘の良さを見せる。
中盤では普段のネコからジャイアントパンダに変えられてしまい、気ままさは変わらないものの戦いに加わろうとしなくなる。
剣城 あきら（けんじょう あきら） / キュアショコラ
声 - 森なな子
中盤では普段のイヌからザリガニに変えられてしまい、敵を攻撃しようにも、後ろに跳ねて逃げるというザリガニの性質のため敵から後ずさりしてしまう。しかしそれを逆手に取り、敵に背を向けてからハイジャンプして攻撃する「ショコラエクルビススピン」を放つ。
キラ星 シエル（キラほし シエル） / キラリン / キュアパルフェ
声 - 水瀬いのり
本作品の実質的主役。
パリに来て取材を受けるときにコンテストで優勝を目指すと意気込みを見せるが、その時襲撃した泡立て器モンスターによって呪いをかけられ、スイーツ作りがうまくできなくなり、プリキュアとしてもキラリンの姿でパルフェのコスチュームを着ている「キュアキラリン」の状態になってしまい、戦闘ができなくなる。
コンテスト前夜祭のパーティー会場でジャン=ピエールと再会、その際不調に陥ってることを見抜かれ、さらにキラパティの仲間たちと作っている様子を見た彼に落胆されるが、修行の末にピカリオを顧みなくなり彼がノワールのしもべになった一件もあることから思い悩むようになる。だが、いちかの提案でミルフィーユを作ることになり、不調な自分は指示を出す形で仲間たちと一緒に作るにつれ、仲間がいる大切さを再確認し元気を取り戻す。
巨大スイーツに取り込まれたジャン=ピエールを救うため戦うことを決意、変身しようにもクックの力に阻まれるが、ミラクルライトの応援の力を得て呪縛を打ち払い再びパルフェへと変身できるようになった。また巨大スイーツ内部のジャン=ピエールに食べさせるためミルフィーユのデコレーションを行うときには、クックが使役するカラスをかつて見たジャン=ピエール同様にうまく避けながら調理を続けていた。
一連の騒動が済み、コンテストでは準優勝に終わるが、それでもなお次は優勝すると意気込む。
ペコリン
声 - かないみか
ジャン=ピエールの工房でミラクルライトを見つけそれをもらって以降、ライトを振ってその光でモンスターを追い払ったり、ライトの光でバリアーを発生させるなど、ライトを使ってプリキュアをサポートする。また、シエルや襲撃を受けたパティシエたちの額に黒い泡立て器型のマークが浮かび上がるのを見つけ、それが不調の原因であることに最初に気づいている。
長老
声 - 水島裕
ピカリオ
声 -  皆川純子
本作品ではシエル（キラリン）の回想シーンにのみ登場。

### 本作品のオリジナルキャラクター
ジャン=ピエール・ジルベルスタイン
声 - 尾上松也
シエル（キラリン）がパリで修行していた頃の師匠だったパティシエ。長髪の金髪で左目には前髪がかかっており、普段からパティシエ服を着用、コック帽の上には大きな薔薇の花がつけられている。
スイーツに対しては情熱的かつ腕も一流で、シエルの身体の香りを嗅いだだけで彼女のスイーツ作りの腕が落ちているのを見抜くほどである。だが、「頼れるのは自分の力のみ」という信念をもち、個性的な性格で変わった一面を持つため、周りからは受け入れられず、工房の家賃が払えないどころか電球も買えないほどに経済的にも困窮していた。
元はキラリンとピカリオがパリ中を回りパティシエの技術を覗き見て研究していたのだが、ある日カラスに追いかけられた先にあったジャン=ピエールの工房に迷い込んだことで出会うことになる。お腹が空いている姉弟にジャン=ピエールがミルフィーユを作るが、その時電球が切れ真っ暗でなおかつ先ほどのカラスが室内に入り込み飛び回る中、その状況でも料理し続ける。その姿と情熱、そしてできあがったミルフィーユの美味しさにキラリンが感動、ピカリオと共に弟子入りする事を決め、以後ジャン=ピエールの邪魔をしない形で工房の片隅を借りて姉弟が修行に励み、ジャン=ピエールも時折それを見ることになった。こうした経緯もあり、シエルが妖精であることを知ってるため、シエルの姿でも彼女のことをキラリンと呼んでいる。
ある日書店で手に取った古いスイーツの本に宿っていたクックと出会い、それと共に本に書かれていた「究極のスイーツ」のレシピを見てその素晴らしさをすぐに感じ、それを元に自らの工房で究極のスイーツ作りにいそしむようになる。作業の最中、クックからパティシエコンテストに日本から天才少女が来ると告げられ、それがシエルであると気づくとコンテスト前夜祭のパーティー会場に出向きシエルと再会する。再会後自らの工房に招き、シエルにクレーム・パティシエールを作らせ状態を見るが、その腕前が明らかに落ちているだけで無く、キラパティの仲間たちと一緒に作ってる姿を見て落胆、かつてのように他人を顧みず一心不乱に修行していた頃を思い出せと告げる。
究極のスイーツを完成させるが、クックの真の目的のためにスイーツ内部に取り込まれてしまい、巨大スイーツとしてパリの街中をお菓子に変えてしまう。しかし、プリキュア達が作り上げたミルフィーユを食べたことで自分を取り戻し、解放された。
物語のラストでは、巨大スイーツによって壊された工房の跡に作られたプレハブ作りの工房でミルフィーユを作って一から出直し始め、その時工房をのぞき見していたクックにそっくりな少女とスイーツを作る場面が描かれた。

### 本作品の敵
クック
声 - 悠木碧
本作品における事件の首謀者。フランス人形のように小柄な少女。薄い黄緑色のロングヘアが特徴。一人称は「わたし」で、語尾に「〜クック」とつける。
頭部には白いコック帽をかぶり、首元には赤色のリボンを身につけ、水色のエプロンに白が基調のドレスを着用している。
その正体はレシピ本に宿るパティシエの幽霊のオバケ。生前はパティシエをめざしてスイーツを作る妖精だったが、その出来を周囲から酷評されるという孤独な日々を送り、ついには自分の才能を理解しようとしないパティシエという存在そのものを憎悪するようになった経緯をもつ。
幽霊となった現在はレシピ本に取り憑く形で現世に留まり続けており、自分の才能を理解してくれるジャン=ピエールと出会ってからは彼の自宅に住んでいるが、巨大スイーツを完成されるためには彼を平然と利用する一面をもつ。
スイーツをモチーフにした怪物を生みだす能力をもつほか、相手を動物の姿へと変えて無力化する能力を宿している。また、複数のカラス型の飛行物体を使役して攻撃することもできる。
物語序盤にて、パリを訪れたプリキュアたちの前に泡だて器オバケを差し向け、シエル（キュアパルフェ）にスイーツをうまく作れなくし、プリキュアに正常に変身できないようにする呪いをかける。
物語中盤では、シエル同様にコンテストに出場するパティシエたちにも泡だて器オバケを使って呪いをかけさせたほか、複数のスイーツの怪物を召喚し、それを阻止しようとするプリキュアたちを別の動物の姿に変えている。マカロン以外はほぼ逆の特徴を持つ動物に変えたが、マカロンだけは特徴がよく分からなかったので、やる気が無い以外はあまり変わらない動物にしか変えられなかった。
物語終盤にて、ジャン=ピエールと融合した巨大スイーツを使役してプリキュアたちを圧倒し、パリ中をスイーツだらけの街へと変えていくが、キュアパルフェとキュアホイップが作った「メモワール・ミルフィーユ」をジャン=ピエールが口にした結果、巨大スイーツからジャン=ピエールを奪還される。しかし、今度は自分自身が巨大スイーツと融合して反抗にでるも、結果的には新たな力を得たプリキュアたちの必殺技である「プリキュア・アニマルゴーランド・パルフェットメモワール」を受けて浄化され、自分の才能を理解してくれたジャン=ピエールとの過去を思いだしながら光となって消滅していった。
作品最後では、ジャン=ピエールの工房をのぞき見するクックに似た金髪の少女が現れるが、クックとの関係は不明。
最終形態
クックが究極のスイーツオバケと合体した姿。究極のスイーツオバケの頭部にクックに似せた顔がある。
巨大な身体の中には核となるクックが埋め込まれており、クックの意思でそこから究極のスイーツオバケを動かしている。

#### 怪物
泡だて器モンスター
声 - 真木駿一
クックが使役する小柄な怪物。クックの所有物である泡だて器から生まれた。黒い身体に黄色の目が特徴。
シエル含む一流パティシエに対し、スイーツづくりを失敗させる呪縛をかける能力をもち、この呪縛の影響でシエルはキュアパルフェへの変身が正常にできなくなる。 また、クックが手持ちできるサイズに変えられ、これを使ってシエル以外の5人のプリキュアの姿を別の動物モチーフへと変える能力をもつ。
中盤でシエルがキュアパルフェへと変身しようとした際、「ミラクルライト」の力を得て呪縛を打ち払ったと同時に爆発して消滅した。

ブリオッシュくん、タルトちゃん、エクレアちゃん
それぞれ洋菓子のブリオッシュ、タルト、エクレアを元にクックが呼び出したスイーツ型の怪物たち。
ビームを吐き出し建造物をお菓子に変えることができるほか、タルトちゃんは空を飛んで攻撃することが可能。
知能はあまり高くなく、プリキュア達を敵と認識しきれていない。タルトちゃんはナマケモノジェラートを上に乗せることで、敵であるプリキュアに協力してしまっている。

巨大スイーツ
声 - 吉田有里
クックが使役する強力な怪物。ジャン=ピエールによって作らせた「究極のスイーツ」にジャン=ピエールを内部に取り込むことで動き出し、光の粒を吐き出して街中をお菓子に変えることができる。
お菓子と化したエッフェル塔の頂点に登ってからは塔と一体化し、光の粒をばらまいてパリ全体をお菓子に変えたほか、塔を足にして歩き出している。この形態では球を放った攻撃や煙幕をはる能力を披露したり、相手を錯乱させるために花火を打ち上げる能力を宿すほか、強力なビームを放つなどの攻撃もできる。
終盤では、猛スピードで飛んで来たキュアパルフェの頭突きを受けて倒れる。また、ミルフィーユが放つキラキラルに反応し、プリキュアたちがデコレーションして完成させたそれを内部のジャン=ピエールに食べさせたことで、ジャン=ピエールを解放させることに成功する。最終的にクックが中に入って一体化するが、プリキュアたちの「プリキュア・アニマルゴーランド・パルフェットメモワール」を受けて浄化されて消滅した。

### ゲストキャラクター
みらい・リコ・ことはの3人とモフルンは現実世界（前作における「ナシマホウ界」）にいるが、本作品では3人とも魔法学校の制服を着用している（みらいとことはは映画では初で、リコは『映画 プリキュアオールスターズ みんなで歌う♪奇跡の魔法!』以来）。
朝日奈 みらい（あさひな みらい） / キュアミラクル
声 - 高橋李依
前作『魔法つかいプリキュア!』の主人公。魔法の水晶（キャシー）のお告げにあった「災い」から街を守るために、リコたちとともにパリにやってきた。
パリがスイーツの怪物によって襲われている際に市民の避難誘導を行う。また、パルフェを除くプリキュアアラモードの5人がクックによって姿を変えられ窮地に陥った際には助けに現れている。その際にリンクルストーン「アメジスト」を使っている。

十六夜 リコ（いざよい リコ） / キュアマジカル
声 - 堀江由衣
劇中でリンクルストーン「アクアマリン」を使いアラモードの5人をサポートした。

花海 ことは（はなみ ことは） / キュアフェリーチェ
声 - 早見沙織
劇中でリンクルストーン「ピンクトルマリン」を使いアラモードの5人をサポートした。

モフルン
声 - 齋藤彩夏
みらい（キュアミラクル）たちのパートナーであるぬいぐるみ。

## スーパープリキュア
本作品の映画限定フォームは、通称ではなく正式名として「スーパープリキュア」とされている。コスチュームがジェラートのスカートを除きシンメトリーとなり、全体的に色合いが白っぽく淡い感じに変化、模様も簡略化され、さらに元々翼のあるパルフェはそれが巨大化し、それ以外の5人に白い翼がつけられている。これにより6人とも飛行可能となるほか、力も強化されている。
必殺技
プリキュア・アニマルゴーランド・パルフェットメモワール
本作品での映画限定技で、スーパープリキュア6人で放つ技。テレビシリーズでの「プリキュア・アニマルゴーランド」の強化バージョン。相違点としてキラキラルクリーマーにメモワール・ミルフィーユを装着すること、装着時の台詞が「パリッと轟け！」に変更されている。

## 作品用語
ミラクル☆キラキラルライト
本作品のミラクルライト。先端に翼を添えたハート型の蛍光部が付いているが、その蛍光部は、表にはウサギ・リス・ネコ、裏にはライオン・イヌ・ペガサスといった、プリキュア6名を象徴する動物の顔が描かれている。
ジャン=ピエールの工房の棚に転がっていたのをペコリンが見つけ、「私には小さすぎる」とそのままジャン=ピエールからもらうことになる。ホテル内でパティシエを襲撃した泡だて器モンスターが向かってきた時は、その光で追い払うことに成功する。
中盤では無数の光となって分裂、パリ中にばらまかれ、それを持ったシエル以外の作中に登場する全プリキュアや妖精たち、パリの人々が振って応援することで、クックの力を打ち払いシエルに力を与え、キュアパルフェへと変身させただけでなく、他の動物にされてしまったホイップたちも元に戻しさらにスーパープリキュアへ変化させた。
終盤ではミルフィーユを巨大化させたほか、光が巨大スイーツから放たれるビームを防ぐバリアーとなり、ホイップとパルフェ以外の全員で応援することでバリアーの力を増している。
EDでは一連の騒動で倒れた状態のエッフェル塔を元に戻そうと奮闘するプリキュア達を応援するため、街の人たちがライトを振っている。
メモワール・ミルフィーユ
作中で作られたアニマルスイーツで、翼状に象られた2つ1組のミルフィーユにホイップクリームが添えられ、イチゴと粉砂糖のパウダーでデコレーションされた上面には6人のプリキュアを象徴する動物のマークが入っている。
元々はキラリン（シエル）とピカリオがジャン=ピエールに作ってもらったもので、その作り方と出来栄え、美味しさからキラリンが感動、ジャン=ピエールに師事することを決めることになる。
不調になったシエルを元気づけるため、前述の想い出を知ったいちかがコンテスト用に作ることを提案、シエルが指示を出す形で他の5人が作ることになった。パイはフィユタージュ・アンヴェルセ（逆折り込みパイ）で作って作業時間の短縮を図り、パイとパイの間にはラズベリーバターとクレーム・パティシエールを挟み込む。出来上がってデコレーションしようとしたその時、パティシエ襲撃騒動が起こり、逃げ出す際いちかの機転でケースに入れて持ち出している。
終盤の戦い中キラキラルがあふれ出し、それに巨大スイーツが反応しはじめる。その時にミラクルライトの光を受けて巨大化、これに菓子の街並みと化したパリ市街から材料を得てデコレーションを行い、巨大スイーツ内部のジャン=ピエールに食べさせて、彼を元に戻すことができた。
巨大スイーツと一体化したクックと戦うとき、アニマルスイーツの結晶に変化、これをキラキラルクリーマーに挿して使うことでプリキュア・アニマルゴーランド・パルフェットメモワールを放って浄化することができた。
世界パティシエコンテスト
パリで開催される世界中の一流パティシエがその腕と実力を競うコンテスト。大会ルールとしてチーム戦で行われる。
元々はテレビシリーズ第37話で、シエルのパリ時代の店のオーナー・ソレーヌがシエルをパリに連れ戻した上でコンテストに出場させる予定だった。だが、ソレーヌがシエルの成長といちご坂にいてもなお高みを目指し続ける姿勢から、それを認めた上でキラパティとして出場を提案、それを受け入れる形でいちか達を含めた6人でパリに向かうことになった。

## スタッフ
- 製作 - 高木勝裕、村松秀信、西出将之、垰義孝、野田孝寛、中山晴喜、木下直哉
- 原作 - 東堂いづみ[17]
- 漫画 - 上北ふたご（講談社「なかよし」連載）
- 企画 - 内藤圭祐、田中昴
- 企画協力 - 板井昭浩、高橋知子、矢﨑史、神木優
- 監督 - 土田豊
- 助監督 - 髙戸谷一歩
- 脚本 - 村山功
- キャラクターデザイン - 井野真理恵、爲我井克美
- 総作画監督 - 爲我井克美
- 作画監督 - 大田和寛
- 作画監督補佐 - 香川久
- CGディレクター - 松田範雄
- CGプロダクションマネージャー - 高橋麻樹、荻原ひかり、Davidson Davantes、Francis Cayetano
- 美術監督 - 倉橋隆
- 色彩設計 - 竹澤聡
- 撮影監督 - 高橋賢司
- 編集 - 麻生芳弘
- 録音 - 川崎公敬
- 選曲 - 水野さやか
- 音響効果 - 石野貴久
- 記録 - 橋口舞子
- キャスティング - 川島直樹
- スイーツ監修 - 福田淳子
- 音響製作 - タバック
- 録音スタジオ - 東映デジタルセンター
- 音楽 - 林ゆうき
- 音楽特別協力 - 高木洋
- 音楽協力 - マーベラス、ライトソング音楽出版、東映アニメーション音楽出版、レジェンドア、レガートミュージック、ファイブエイス、古川健司、大串浩彰
- 音楽プロデューサー - 堤健一郎、鎌田佳代子、犬塚舞
- 制作担当 - 澤守洸
- アニメーション制作 - 東映アニメーション
- 制作 - 映画キラキラ☆プリキュアアラモード製作委員会（東映アニメーション、東映、ABCアニメーション、バンダイ、アサツー ディ・ケイ、マーベラス、木下グループ）

## 同時上映

### 短編概要
『Petit（プチ）☆ドリームスターズ！レッツ・ラ・クッキン？ショータイム！』は、3DCGによる同時上映の短編作品で、タイトルの通り2017年3月公開の『映画 プリキュアドリームスターズ!』の参加作品である、本作品のペコリン、前作『魔法つかいプリキュア!』のモフルン、前々作『Go!プリンセスプリキュア』のパフとアロマ兄妹がスイーツ作りにチャレンジする内容となっている。プリキュアシリーズの映画において、作中にプリキュアが一切登場しないのは本作品が初。
制作コンセプトとしては「妖精たちによる『プリキュアドリームスターズ』」で、「ペコリンががんばってスイーツ作りをすると可愛い」と思ったことが企画意図となっており、そこにここ最近のプリキュアの妖精たちをみんな出してしまおう、となったいう。
監督は『映画 プリキュアオールスターズDX2 希望の光☆レインボージュエルを守れ!』（ダンスCGディレクター）、『プリキュアオールスターズDX 3Dシアター』（監督）などに参加した宮原直樹が務める。プリキュアシリーズの劇場版で監督を務めるのは本作品が初。

### 短編ストーリー
キラリンをかたどったアイシングクッキーを作ろうとするペコリン、モフルン、パフ、アロマ。作っている途中で材料がたりなくなったため、パフが倉庫から薄力粉を持ってきて混ぜ始めるが、その粉が薄力粉ではなかったらしく、クッキー生地からドラゴンが姿を現す。ドラゴンから一生懸命逃げる妖精たち、その時ミラクルライトが光り輝きだす。

### 短編の登場人物
登場人物の台詞はプレスコ形式で収録されている。
ペコリン
声 - かないみか
同作品の登場人物では唯一のスイーツ作りの経験者であるため、説明役も担っている。
モフルン
声 - 齋藤彩夏
パフ
声 - 東山奈央
アロマ
声 - 古城門志帆
クッキードラゴン
声 - 真木駿一
クッキー生地を作る際、パフが薄力粉と間違えてドラゴンパウダーを入れた事によって現れた、ドラゴンの姿となった生地。
そのまま飛び立ち逃げる妖精を追いかけ、口から炎を吐き出すが、ミラクルライトの光で現れたバリアーによって跳ね返された自らの炎で焼き上がり、落下した場所には大量のクッキーができあがっていた。

### 短編スタッフ
- 製作 - 高木勝裕、村松秀信、西出将之、垰義孝、野田孝寛、中山晴喜、木下直哉
- 企画 - 内藤圭祐、田中昴
- 企画協力 - 板井昭浩、高橋知子、矢﨑史、神木優
- 原作・脚本 - 東堂いづみ
- 監督 - 宮原直樹
- CGディレクター - 小林真理
- 音楽 - 林ゆうき
- CGプロデューサー - 氷見武士、野島淳志
- オリジナルキャラクターデザイン - 井野真理恵、宮本絵美子、中谷友紀子
- リードキャラクターアーティスト - 岩本千尋
- リードアニメーター - 関祖輝
- リードコンポジットアーティスト - 石塚恵子
- プロダクションマネージャー - 谷口嵐丸、高橋麻樹、宮田眞規、Davidson Davantes、Francis Cayetano
- 編集 - 麻生芳弘
- 録音 - 林奈緒美
- 音響効果 - 石野貴久
- 選曲 - 水野さやか
- 記録 - 橋口舞子
- キャスティング - 川島直樹
- スイーツ監修 - 福田淳子
- 音響製作 - タバック
- 録音スタジオ - 東映デジタルセンター
- 音楽協力 - マーベラス、ライトソング音楽出版、東映アニメーション音楽出版、レジェンドア
- 音楽プロデューサー - 堤健一郎、鎌田佳代子、犬塚舞
- 制作 - 映画キラキラ☆プリキュアアラモード製作委員会（東映アニメーション、東映、ABCアニメーション、バンダイ、アサツー ディ・ケイ、マーベラス、木下グループ）

## 主題歌
オープニングテーマ「SHINE!! キラキラ☆プリキュアアラモード」
作詞 - 大森祥子 / 作曲・編曲 - 大竹智之 / 歌 - 駒形友梨
エンディングテーマ「トレビアンサンブル!!」
作詞 - 藤本記子（Nostalgic Orchestra） / 作曲・編曲 - 三好啓太 / 歌 - 駒形友梨＆宮本佳那子
挿入歌「メモワール・ミルフィーユ」
作詞・作曲・編曲 - 三好啓太 / 歌 - キュアホイップ（美山加恋）、キュアカスタード（福原遥）、キュアジェラート（村中知）、キュアマカロン（藤田咲）、キュアショコラ（森なな子）、キュアパルフェ（水瀬いのり）

## 関連商品
- 音楽CD『「映画キラキラ☆プリキュアアラモード パリッと!想い出のミルフィーユ!」主題歌シングル』（マーベラス/ソニー・ミュージックマーケティング、2017年10月25日発売、MJSS-09206）
- 音楽CD『映画 キラキラ☆プリキュアアラモード　パリッと!想い出のミルフィーユ! オリジナル・サウンドトラック』（マーベラス/ソニー・ミュージックマーケティング、2017年10月25日発売、MJSA-01223）
- DVD/BD『映画 キラキラ☆プリキュアアラモード パリッと!想い出のミルフィーユ!』（マーベラス/ポニーキャニオン、2018年3月7日発売）
  - DVD特装版（PCBX-51758）/DVD通常版（PCBX-51759）/Blu-ray特装版（PCXX-50129）
  - 日本語字幕付。通常版は名場面ブロマイド3枚セットを同梱。特装版はピクチャーレーベル仕様、映像特典としてノンテロップOP/ED、初日舞台挨拶ダイジェスト映像、TVスポット&予告集、設定資料ギャラリーを収録、スペシャルブックレットと名場面ブロマイド10枚セットを同梱。

## プロモーション等
- 恒例となっているスタンプラリーは、2017年7月11日から8月21日にローソン各店舗で実施[20]、同年7月24日から8月31日に京浜急行電鉄で実施[21]、また公式ショップ「プリティストア」が入居するあべのキューズモールと上映館であるあべのアポロシネマでも同年10月21日から11月26日までスタンプラリーやモール内のスイーツパークの特別装飾などを行う[22]。
- ABCクッキングスタジオとコラボレーションし、2017年9月1日から「キッズ1dayレッスン」に、プリキュアになりきってスイーツが作れるレッスンが追加される[23]。
- スイーツ系店舗とのコラボレーションとしては、2017年7月20日からミスタードーナツが「ペコリンドーナツ」を発売したほか[24]、2017年10月6日からはディッパーダンがコラボメニューを発売する[25]。
- 丸井とのコラボレーションストアを公開旗艦館である新宿バルト9と共に新宿三丁目イーストビルに入居する新宿マルイアネックスなど4店で実施、この店舗限定グッズの販売や各種キャンペーンも行う[26][27]。
- 文部科学省が行っている啓発キャンペーンとタイアップし、食べ物を大切にする心と感謝する気持ちを育むことや、食事の楽しさを伝えることを目的としたポスターを制作、全国の幼稚園、小学校、義務教育学校に配布する[28]
- 明治とは、生クリーム製品の「明治北海道十勝純乳脂45」とタイアップ、「スイーツコラボレーション」として特設ページを開設しコラボムービーや「純乳脂45」を使ったアニマルスイーツのレシピを公開している[29]。
- スマートフォン向けゲーム『プリキュア つながるぱずるん』では、2017年10月28日から映画連動イベントとして、本作品をモチーフとしたイベントステージ「パリの都はスイーツパニック!?」を開催、ステージのピースが変身アニマルスイーツとなり、ステージクリアで得られるアイテムに「メモワールミルフィーユ」「キラリンクッキー」が登場する。また、ガシャるんで得られるカードにも本作品での私服姿のシエルのカードや期間限定カードとして劇中のパーティドレス姿の6人のカードが追加されている。

## ネット配信
- YouTube「プリキュア公式YouTubeチャンネル」にて、2020年5月8日18:00から同年5月15日17:59までの期間限定で、本作品の無料配信が行われた（『映画 プリキュアドリームスターズ!』『映画 プリキュアスーパースターズ!』と同時配信）。なお『petit☆ドリームスターズ』も合わせて配信された。

## 備考
- 東映アニメーション制作の映画作品の冒頭に挿入される「東映アニメーションマーク」（『長靴猫シリーズ』のペロ）は、それまで使われていた「創立60周年アニバーサリーマーク」（雲海上の山頂のペロ→地球）から、本作品より「60th anniversary」「夢は世界とともに」の部分を削除するマイナーチェンジを施して使用した。
- ジャン=ピエールは本作品に先駆け、テレビシリーズ第22話「やめてジュリオ! 憎しみのキラキラル!」（2017年7月9日放送）でシエルの回想シーンに登場した。また、テレビシリーズ第37話「サリュー！シエル、フランスへ去るぅー!?」（2017年10月22日放送）は、本作品との連動エピソードとして、シエルの過去が描かれるほか、ジャン=ピエールも登場（映画同様尾上松也がジャン=ピエールの声で出演）した[30]。さらにテレビシリーズ第48話「さいごの戦い! 世界まるごとレッツ・ラ・まぜまぜ!」では、テレビシリーズの敵キャラ・エリシオに吸収されたプリキュアにキラキラルを与えて励ます場面に、長老・家族・町の人・ゲストキャラ・グレイブ（テレビシリーズの敵キャラ）と共に、ジャン=ピエールと「クックに似た少女」が登場する。
- 上北ふたごによる『なかよし』連載の漫画版では、同誌2017年11月号掲載の2本立てのうち1話で、本作品の前日譚が描かれている[31]。
- 本作品のプロモーションも兼ねる形で、『雨上がり決死隊のトーク番組アメトーーク!』の2017年9月28日放送分にて行われた「今コレを伝えたい!! ピンポイントアカデミー大賞」で、大のプリキュアファンであるFUJIWARAの原西孝幸がプリキュアシリーズの魅力についてプレゼンテーションを行った[32][33]。プリキュアシリーズの基礎情報を紹介するほか、他の出演者やゲストの畠山愛理を巻き込んでの『フレッシュプリキュア!』の名乗りの実演、『映画 プリキュアオールスターズ みんなで歌う♪奇跡の魔法!』を見ながらスタジオでミラクルライトを使って応援上映の実演、さらに『スマイルプリキュア!』第17話で原西が本人役で登場した際の映像も紹介した。原西の熱意あるプレゼンテーションは、視聴者からも好評価を得た[34]。